# Худин, Степан Сергеевич
Степан Сергеевич Худин (1913, село Голубицкое, Мариупольский уезд, Екатеринославская губерния, Российская империя — 7 декабря 1995, село Голубицкое, Волновахский район, Донецкая область, Украина) — комбайнёр Хлебодаровской МТС Волновахского района Сталинской области, Украинская ССР. Герой Социалистического Труда (1958).

## Биография
Родился в 1913 году в крестьянской семье в селе Голубицкое Мариупольского уезда. С раннего возраста трудился в сельском хозяйстве до призыва в Красную Армию по мобилизации. Участвовал в Великой Отечественной войне. В 1945 году демобилизовался и возвратился на Украину. Трудился механизатором Хлебодарской МТС Волновахского района с центральной усадьбой в селе Хлебодаровка. В середине 1950-х годов выезжал в Казахскую ССР для освоения целины. Затем возвратился на родину, где продолжил трудиться комбайнёром на Хлебодаровской МТС.
Ежегодно показывал высокие трудовые результаты. Указом Президиума Верховного Совета СССР от 26 февраля 1958 года удостоен звания Героя Социалистического Труда за «особые заслуги в развитии сельского хозяйства и достижение высоких показателей по производству зерна, сахарной свёклы, мяса, молока и других продуктов сельского хозяйства и внедрение в производство достижений науки и передового опыта» с вручением ордена Ленина и золотой медали «Серп и Молот» (№ 7932).
Этим же указом званием Героя Социалистического Труда был награждён директор Хлебодаровской МТС Степан Алексеевич Козлов.
После расформирования Хлебодаровской МТС трудился механизатором в бригаде Николая Ивановича Шпоренко в колхозе «Россия» Волновахского района.
После выхода на пенсию проживал в родном селе Голубицкое, где умер в декабре 1995 года.
Награды
- Герой Социалистического Труда
- Орден Ленина
- Орден Отечественной войны 2 степени (11.03.1985)
- Медаль «За трудовую доблесть» (21.05.1951)